# بيلي آدامز (لاعب كرة قدم)
بيلي آدامز (بالإنجليزية: Billy Adams)‏ (8 يناير 1919 في المملكة المتحدة - 1 يناير 1989) هو لاعب كرة قدم بريطاني (وحمل سابقاً جنسية المملكة المتحدة لبريطانيا العظمى وأيرلندا) في مركز الدفاع. لعب مع توتنهام هوتسبير ونادي كارلايل يونايتد ونادي هارتلبول يونايتد ونادي تشيلمسفورد ونادي ووركينغتون.